# Vor Frue Kloster (Åsebakken)
Vor Frue Kloster eller Åsebakken er et romersk-katolsk benediktiner-kloster i landsbyen Høsterkøb i nærheden af Birkerød i Nordsjælland. Klosteret udgør en del af Beuronkongreationen indenfor den Benediktinske Konføderation. Klosteret etableredes i 1914 i København som et kloster med evig tilbedelse (hele døgnet), mens klostersamfundet i 1937 ændredes til et benediktinerhus under indflydelse af Beuronkongreationen.
Klosteret flyttede til den nuværende bygning, et tidligere landsted, i 1942. Selvom de beuronesiske vedtægter blev vedtaget i 1936 blev formel inkorporation først fuldendt i 1988.